# Reduced Interframe Space
Le Reduced Interframe Space (RIFS) est une des nouvelles fonctionnalités introduites par la norme IEEE 802.11n pour améliorer son efficacité. Le RIFS est le temps en micro-secondes qui sépare plusieurs transmissions d'une même station. Cet intervalle est utilisé quand aucune trame séparée par SIFS n'est attendue de la part du destinataire. La valeur du RIFS est de 2 µs en 802.11n.
L'utilisation du RIFS est obsolète à partir de l'amendement 802.11ac et supérieurs. Une station 802.11ac ne transmettra pas des trames séparées par un RIFS. Une telle station opérant dans le mode HT (« High Throughput ») définit donc la valeur 0 pour le champ RIFS contenu dans l'IE « HT operation ».